# Thoros de Edesa
Thoros de Edesa o Thoros el Curopalate (en armenio: Թորոս կուրապաղատ;  siglo XI-9 de marzo de 1098) fue el gobernador armenio de Edesa durante la primera cruzada. Antes había sido un funcionario (curopalate) del ejército bizantino, teniente del general Filareto Brajamio.

## Biografía
Alrededor de 1094, el emir selyúcida Tutush I de Damasco tomó Edesa y estableció a Thoros como gobernador. Inmediatamente trató de tomar el control de la ciudad, tratando de independizarse de los selyúcidas.
Cuando los emires Yaghi-Siyan de Antioquía y Radwan de Alepo se refugiaron en Edesa después de una derrota contra Malik Shah I, Teodoro intentó encarcelarlos para exigir un rescate, pero los otros nobles locales no estuvieron de acuerdo con el plan y los musulmanes fueron liberados. 
Edesa fue entonces fortificada y aislada de la ciudadela, que contenía una guarnición compuesta por turcos y armenios. Los turcos y los artúquidas sitiaron la ciudad durante dos meses, pero no la conquistaron incluso después de que lograron penetrar los muros. Con la retirada de estos, Thoros fue reconocido como señor de la ciudad.
Después de resistir los ataques selyúcidas por un tiempo, en 1098 se vio obligado a pedir ayuda a los cruzados, que viajaban a través de Anatolia hacia Antioquía. Balduino de Boulogne respondió a la llamada después de conquistar Turbessel. Probablemente ya con la intención de establecer su propio territorio en el Levante, fue invitado por el señor de Edesa para formar una alianza contra los musulmanes en febrero de 1098.
A pesar de ser armenio, Thoros profesaba la fe ortodoxa griega y, por lo tanto, no era bien considerado por sus súbditos, principalmente ortodoxos armenios. Balduino fue bien recibido por la población y el clero armenios, agradecidos por el fin de la tutela de Constantinopla.
Balduino presionó a Thoros para obtener más poder, amenazando con irse para acompañar a las fuerzas restantes de la primera cruzada en el sitio de Antioquía, por lo que acordó hacerlo su heredero y su hijo adoptivo. Poco después, el latino atacó a los oficiales leales armenios y lo rodeó en la ciudadela.
Thoros acordó entregar la ciudad a Balduino e hizo planes para huir con su familia a Melitene. Pero poco después, el 9 de marzo de 1098, sería asesinado por los habitantes armenios de la ciudad, sin saber si el cruzado estaba involucrado en el asunto. En cualquier caso, le sucedió después de sofocar una conspiración de algunos súbditos armenios. Tomando el título de conde de Edesa, presentaría vasallaje a su hermano Godofredo de Bouillón, gobernante de Jerusalén.